# Trabajador migrante

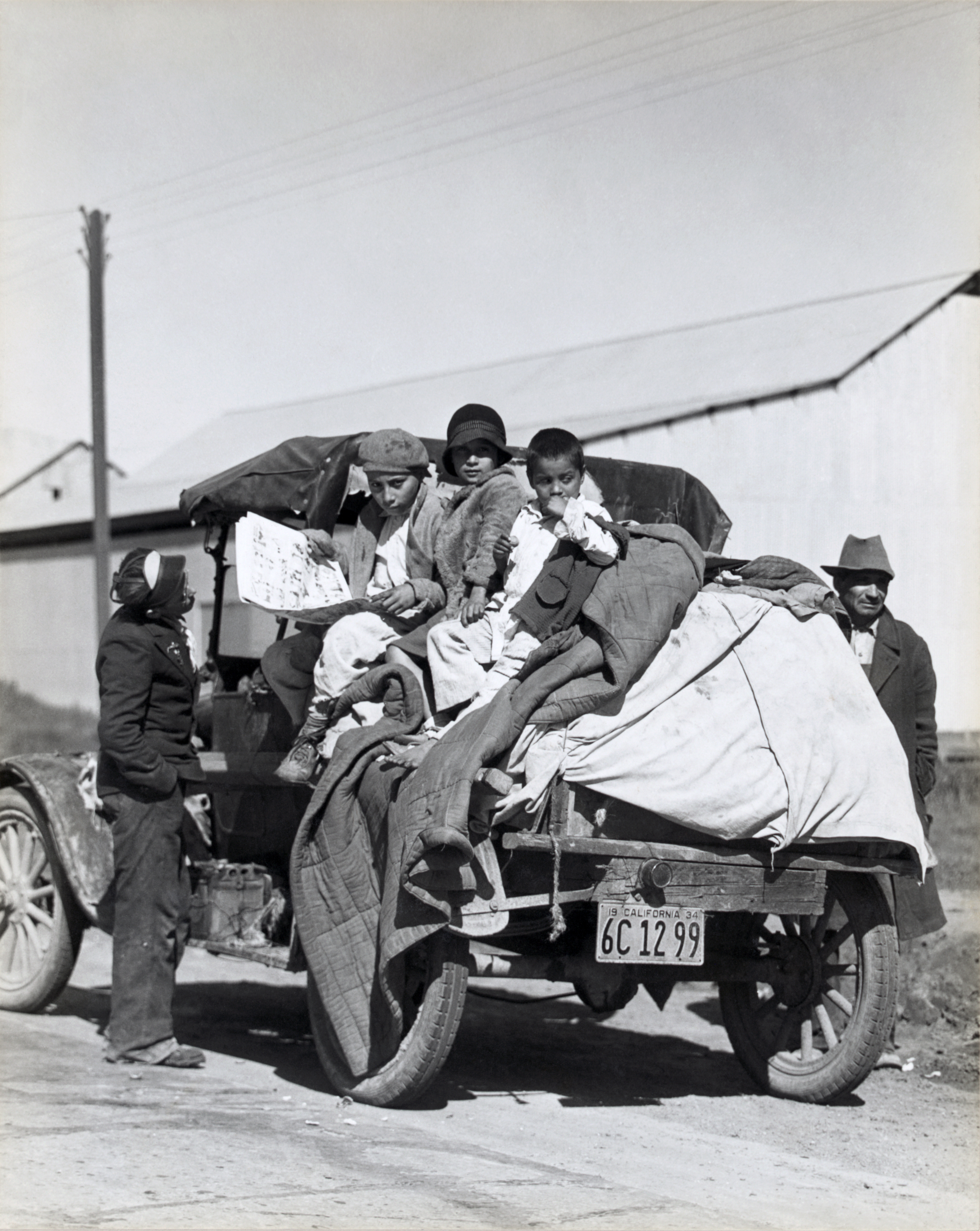
Trabajadores migrantes en California, Estados Unidos, 1935.

El término trabajador migrante tiene significados y connotaciones oficiales diferentes en diferentes partes del mundo. La definición de las Naciones Unidas es amplia, incluyendo a cualquier persona que trabaja fuera de su país de origen. Algunas de éstas son llamadas también expatriados. Varios países tienen millones de trabajadores extranjeros. Algunos tienen millones de inmigrantes irregulares, la mayoría también siendo trabajadores.
El término también puede ser usado para describir a alguien que emigra de un país, posiblemente propio, con el fin de buscar trabajo tal como el trabajo estacional.
La Organización Internacional del Trabajo estimó que en 2014 había 232 millones de migrantes internacionales en todo el mundo que estaban fuera de su país de origen durante al menos 12 meses y aproximadamente la mitad de ellos eran económicamente activos (es decir, estaban empleados o buscaban empleo). Algunos países tienen millones de trabajadores migrantes. Algunos trabajadores migrantes pueden ser inmigrantes irregulares, y algunos pueden ser esclavos.

## Definición de las Naciones Unidas
La Convención de las Naciones Unidas sobre la Protección de los Derechos de Todos los Trabajadores Migratorios y de sus Familiares define trabajador migrante de la siguiente manera:

Persona ocupada o que ha estado ocupada en una actividad remunerada en un Estado en el cual él o ella no sea nacional

La convención ha sido ratificada por México, Brasil y Filipinas, entre otras naciones que ofrecen labor extranjera, pero no ha sido ratificada por Estados Unidos, Alemania ni Japón.

## Perspectiva mundial
Se estima que 14 millones de trabajadores extranjeros viven en los Estados Unidos, que atrae a la mayoría de sus inmigrantes de México, incluidos 4 o 5 millones de trabajadores indocumentados. Se estima que alrededor de 5 millones de trabajadores extranjeros viven en el noroeste de Europa, medio millón en Japón y alrededor de 5 millones en Arabia Saudita.

### América

#### Canadá
Los ciudadanos extranjeros son aceptados en Canadá de manera temporal si tienen una visa de estudiante, están buscando asilo o tienen permisos especiales. La mayoría de los trabajadores llegan en base al Programa de Trabajadores Extranjeros Temporales (TFWP, por sus siglas en inglés), según el cual los empleadores traen trabajadores a Canadá para empleos específicos. En 2006, había un total de 265 000 trabajadores extranjeros en Canadá. Entre las personas en edad de trabajar, hubo un aumento del 118 % con respecto a 1996. Para 2008, la admisión de inmigrantes no permanentes (399 523, la mayoría de los cuales son del TFWP), había superado la admisión de inmigrantes permanentes (247 243).

#### Latinoamérica
Los inmigrantes a menudo toman cualquier trabajo disponible, y generalmente encuentran empleo en los campos. Por lo general se trata de trabajo manual duro, a menudo con una paga injusta. El artículo «Trabajadores agrícolas migrantes: ¿El gobierno está haciendo lo suficiente para protegerlos?», de William Triplett, afirma que el ingreso anual promedio es de $ 7500 y el 61 % tenía ingresos por debajo del nivel de pobreza. Después de perder su identidad cultural, los inmigrantes intentan encontrar una manera para alimentar a sus familias y terminan siendo explotados. Triplett también dice que desde 1989, el «salario real promedio por hora (en dólares de 1998) se redujo de $ 6,89 a $ 6,18», y que los inmigrantes sufren explotación tanto física como económica en el trabajo.

#### Estados Unidos
El trabajador extranjero término se utiliza generalmente en los Estados Unidos para referirse a alguien montar la definición internacional de trabajador migratorio, mientras que la expresión trabajador migrante se considera alguien que regularmente trabaja fuera de casa, si tienen una casa en absoluto.
En Estados Unidos, los trabajadores migrantes se usa comúnmente para describir a los trabajadores de bajos salarios que realizan trabajo manual en el campo de la agricultura, que son a menudo los inmigrantes irregulares que no tienen permiso de trabajo válido. Estados Unidos ha promulgado la Ley de Protección de Trabajadores Agrícolas Migratorios y de Temporada para eliminar las restricciones sobre el comercio causados por actividades perjudiciales para los trabajadores agrícolas migrantes y de temporada, para exigir a los contratistas de trabajo agrícola se registren, y para asegurar la protección necesaria a los trabajadores agrícolas migrantes y de temporada, asociaciones agrícolas, empleadores agrícolas.
La expresión trabajador migrante puede ser ampliamente utilizada para describir cualquier trabajador que se desplaza de un trabajo de temporada a otra, o estrictamente limitado a los campos con salarios más bajos, tal vez porque el término ha sido indeleblemente ligado a los trabajadores agrícolas de bajos salarios y los extranjeros irregulares. Ejemplos de itinerantes que podrían ser llamados los trabajadores migrantes, algunos de ellos muy lucrativo, incluyen: electricistas en la industria de la construcción, otros trabajadores de la construcción que viajan de un trabajo de construcción a otro, a menudo en distintas ciudades, los bomberos forestales en el oeste de Estados Unidos; temporales trabajos de consultoría, los trabajadores del transporte, tales como conductores de camiones, y artistas como los que trabajaron los circuitos de vodevil.
Millones de personas en cada siglo han entrado en el país para trabajar, ya sea en trabajos sedentarios o itinerantes. La mayoría de los estadounidenses son sus descendientes; véase la historia de la inmigración a los Estados Unidos.
Los trabajadores de tarjeta verde son personas que han solicitado y recibido residencia legal permanente en los Estados Unidos del gobierno y que tienen la intención de trabajar allí de manera permanente. El programa de lotería de visas de inmigración (DV) para la diversidad de los Estados Unidos autoriza el otorgamiento de hasta 50 000 visas de inmigrantes cada año. Esto ayuda a los ciudadanos extranjeros con bajas tasas de inmigración a los Estados Unidos a participar en un sorteo al azar para obtener una visa de inmigración.

### Asia

#### China
En general, el gobierno chino ha apoyado tácitamente a la migración como medio de proporcionar mano de obra para fábricas y obras de construcción, para cumplir el objetivo a largo plazo de transformar a China de una economía rural a una urbana. Algunas ciudades del interior han comenzado a ofrecer a los migrantes seguridad social, incluidas pensiones y otros seguros. En 2012, se reportaron 167 millones de trabajadores migrantes en China, con tendencias de trabajar más cerca de casa dentro de su propia provincia o de una vecina, pero con una caída salarial del 21 %. Debido a que muchos trabajadores migrantes se mudan a la ciudad desde áreas rurales, los empleadores pueden contratarlos para trabajar en condiciones deficientes. Los trabajadores migrantes en China son marginados notablemente, especialmente por el sistema hukou de permisos residenciales, los cuales unen a una residencia con todos los beneficios del seguro social.

#### Corea del Sur
Al igual que muchas naciones, Corea del Sur comenzó como exportador de mano de obra en la década de 1960, antes de que su desarrollo económico en la década de 1980 lo convirtiera en un importador de mano de obra. En 1993, se estableció el Programa de Aprendices Industriales para satisfacer las necesidades de los trabajadores migrantes. Proporcionó trabajo para extranjeros en pequeñas y medianas empresas. Sin embargo, estos trabajadores no se consideraban empleados oficiales, por lo que no podían recibir protección en virtud de las leyes laborales de Corea. El 14 de febrero de 1995, las Directrices para la Protección y Gestión de Personas en Prácticas Industriales Extranjeras proporcionaron asistencia jurídica y social a los trabajadores migrantes. La Ley sobre el Empleo de Trabajadores Extranjeros que establece que «a un trabajador extranjero no se le debe dar un trato discriminatorio debido a que él/ella es un extranjero», se puso en vigor el 16 de agosto de 2003. Más tarde ese año, el número de trabajadores migrantes se multiplicó dramáticamente.
Si bien ha habido un aumento drástico de trabajadores migrantes en Corea y existen políticas para su protección, la falta de mano de obra barata ha obligado a la comunidad coreana a tolerar el maltrato de trabajadores inmigrantes irregulares y otras prácticas desagradables. En respuesta, el gobierno coreano ha aumentado la cuota para trabajadores migrantes de 5000 a 62 000 personas en 2013. Además, el 31 de enero de 2013, el salario mínimo para los trabajadores migrantes aumentó a 38 880 KRW por ocho horas por día o una tasa mensual de 1 015 740 KRW. Se pusieron en marcha programas para proteger a los trabajadores migrantes y facilitar su integración en la sociedad coreana. Los programas patrocinados por el gobierno como Sejonghakdang (세종 학당), el Centro Multicultural de Igualdad de Género y Programa Familiar, el Programa del Centro de Personal del Ministerio de Relaciones Exteriores y el Programa de Integración Social del Ministerio de Justicia brindan lecciones gratuitas de coreano para trabajadores migrantes. Además, al cumplir con todos los requisitos del Programa de Integración Social del Ministerio de Justicia, los trabajadores migrantes pueden solicitar la ciudadanía coreana sin tomar los exámenes de naturalización.
La visa de empleo no profesional E-9 se lanzó para contratar extranjeros para trabajar en el campo de trabajo manual. La visa está limitada solo a personas que provienen de 15 países asiáticos, incluyendo Filipinas, Mongolia, Sri Lanka, Vietnam, Tailandia, Indonesia, Uzbekistán, Pakistán, Camboya, China, Bangladesh, Nepal, Kazajistán, Myanmar y Timor Leste. Se lanzó una nueva visa, conocida como la visa C-3, el 3 de diciembre de 2018, que le permite a uno permanecer en Corea del Sur por 90 días dentro del período de validez de la visa de hasta 10 años sin restricciones en el número de visitas. La visa está diseñada específicamente para profesionales como médicos, abogados o profesores, graduados que están inscritos en programas de más de cuatro años en universidades surcoreanas y con títulos de maestría o superiores en el extranjero. La visa solo se otorga a personas de 11 países asiáticos: Bangladesh, Camboya, India, Indonesia, Laos, Myanmar, Nepal, Pakistán, Filipinas, Sri Lanka y Vietnam.
Tradicionalmente, Corea del Sur parece haber aceptado en gran medida a coreanos étnicos de ultramar. Bajo el Sistema de Permisos de Empleo lanzado en 2004 para el registro de trabajadores extranjeros, el 55 % de los registrados en 2007 eran coreanos étnicos, en su mayoría ciudadanos chinos de ascendencia coreana. Entre los que no eran coreanos étnicos, la mayoría eran asiáticos y los grupos más grandes eran los vietnamitas, tailandeses, mongoles, indonesios y srilanqueses. En 2013, había 479 426 extranjeros trabajando en Corea del Sur y con visas de trabajo no profesionales, y el 99%  de ellos provenía de otros países asiáticos, siendo un 45,6 % coreanos provenientes de China. La gran mayoría de los trabajadores extranjeros en Corea del Sur provienen de otras partes de Asia, y la mayoría proviene de China, el sudeste asiático, el sur de Asia y Asia central.

#### Filipinas
En 2013, la Comisión de Filipinos en el Extranjero (CFO) estimó que aproximadamente 10,2 millones de filipinos trabajaban o residían en el extranjero. En el censo de 2010, aproximadamente el 9,3 por ciento de los filipinos trabajaban o residían en el extranjero.
Más de un millón de filipinos salen cada año a trabajar en el extranjero a través de agencias de empleo en el extranjero y otros programas, incluidas iniciativas patrocinadas por el gobierno. Los filipinos en el extranjero a menudo trabajan como médicos, fisioterapeutas, enfermeras, contadores, profesionales de tecnologías, ingenieros, arquitectos, artistas, técnicos, maestros, militares, marinos, estudiantes y empleados en locales de comida rápida. Además, un número considerable de mujeres trabajan en el extranjero como trabajadoras domésticas y cuidadoras. La Administración Filipina de Empleo en el Extranjero es una agencia del gobierno de Filipinas responsable de abrir los beneficios del programa de empleo en el extranjero de Filipinas. Es la principal agencia gubernamental asignada para supervisar las agencias de contratación en Filipinas.

#### India
Se ha producido un importante flujo de personas procedentes de Bangladesh y Nepal a la India en las últimas décadas en busca de un mejor trabajo. Los investigadores del Instituto de Desarrollo de Ultramar encontraron que estos trabajadores migrantes son a menudo víctimas de acoso, violencia y discriminación. Las mujeres de Bangladesh parecen ser particularmente vulnerables. Estos resultados destacan la necesidad de promover los derechos de los migrantes con, entre otros, personal de salud y policía.

#### Indonesia
La población de Indonesia, como la cuarta más grande del mundo, ha contribuido al superávit de las fuerzas de trabajo. Combinado con una escasez de empleos, esto ha llevado a muchos indonesios a buscar trabajo en el extranjero. Se estima que alrededor de 4,5 millones de indonesios trabajan en el extranjero; el 70 % de ellos son mujeres: la mayoría están empleadas en el sector doméstico como empleadas domésticas y en el sector manufacturero. La mayoría de ellos tienen entre 18 y 35 años. Alrededor del 30 % son hombres, que trabajan principalmente en plantaciones, construcción, transporte y el sector de servicios. Actualmente, Malasia emplea al mayor número de trabajadores migrantes indonesios, seguido de Taiwán, Arabia Saudita, Hong Kong y Singapur. Estos son números oficiales, los números reales podrían ser mucho más grandes, debido a la entrada irregular de trabajadores. Son propensos a la explotación, la extorsión, los abusos físicos y sexuales, sufridos por quienes padecen la trata de personas. Se han denunciado varios casos de abusos contra trabajadores migrantes indonesios, y algunos han ganado atención mundial.

#### Kuwait
Los trabajadores migrantes en Kuwait sufren una serie de abusos. Kuwait cuenta con más de 660.000 trabajadores domésticos migrantes que constituyen casi un tercio de la fuerza de trabajo en este pequeño país del Golfo de sólo 1,3 millones de ciudadanos. Sin embargo, los trabajadores domésticos están excluidos de las leyes laborales que protegen a otros trabajadores. Tienen una protección mínima contra los empleadores que retienen los salarios, fuerzan a los empleados a trabajar largas horas sin días libres, los privan de alimentación adecuada o abusan de ellos física o sexualmente.

#### Singapur
Desde finales de la década de 1970, Singapur se ha convertido en uno de los principales países receptores de trabajadores migrantes en el sudeste asiático, con 1 340 300 trabajadores extranjeros que constituyen el 37 % de la fuerza laboral total en diciembre de 2014.
 Es la proporción más alta de mano de obra extranjera en Asia. Aproximadamente 991 300 de estos trabajadores extranjeros pertenecen a la categoría de no calificados o poco calificados. Actualmente, hay 322 700 empleados de construcción  y 222 500 son empleadas domésticas. Provienen de diferentes países como Bangladesh, India, Indonesia, Sri Lanka, Filipinas y Tailandia. Para controlar la mayor cantidad de estas labores, Singapur implementó políticas claras de migración con categorías de visa disponibles para todos los niveles de habilidad. La entrada de trabajadores domésticos extranjeros se controla mediante la aplicación estricta de una «política de transitoriedad de trabajadores huéspedes». Los empleadores deben depositar una fianza de S$ 5000 con el gobierno para garantizar la repatriación de los trabajadores al final de su permiso de trabajo de dos años.

#### Sri Lanka
Sri Lanka es actualmente un país de emigración neta, sin embargo, en los últimos años, un aumento gradual del número de trabajadores inmigrantes en Sri Lanka ha coincidido con la disminución de la partida de ciudadanos de Sri Lanka que abandonan el país para trabajar en el extranjero. Como resultado, el país está haciendo la transición desde un país que solo envía trabajadores al extranjero a uno que envía y recibe trabajadores migrantes. Miles de trabajadores extranjeros han entrado al país desde otros países asiáticos para trabajar en Sri Lanka, de los cuales 8000 provienen de China y otros de Nepal y la India. Además de los extranjeros que residen y trabajan legalmente en el país, hay quienes han sobrepasado sus visas o han ingresado irregularmente al país. En 2017, hubo 793 investigaciones sobre trabajadores no autorizados en el país y 392 extranjeros fueron retirados. La cantidad de migrantes irregulares nepalíes que se esconden en Sri Lanka llevó a Nepal a iniciar una investigación en 2016 para reprimir el movimiento irregular de sus ciudadanos hacia Sri Lanka.

#### Tailandia
En Tailandia, los migrantes provienen de países limítrofes como Birmania, Laos y Camboya. Muchos enfrentan dificultades como la falta de alimentos, el abuso y los bajos salarios. A menudo la deportación es su mayor temor. En Bangkok, muchos trabajadores migrantes asisten a la escuela Dear Burma, donde estudian temas como el idioma tailandés, el birmano, el inglés, las habilidades informáticas y la fotografía.

#### Taiwán
A partir de junio de 2016, hay más de 600 000 trabajadores migrantes en Taiwán que están distribuidos en diferentes sectores de la industria, desde trabajadores de la construcción, empleados domésticos, trabajadores de fábricas y otros trabajos manuales. La mayoría de ellos provienen del sudeste asiático.

#### Medio Oriente
En 1973, un auge petrolero en la región del Golfo Pérsico (EAU, Omán, Arabia Saudita, Qatar, Kuwait y Baréin, que conforman el Consejo de Cooperación del Golfo), creó una demanda sin precedentes de mano de obra en los sectores petrolero, de la construcción e industrial. El desarrollo exigía una gran fuerza de trabajo. Esta demanda fue satisfecha por trabajadores extranjeros, principalmente de los estados árabes, con un cambio posterior a los de los países asiáticos. [48] Un aumento en el nivel de vida de los ciudadanos de los países del Medio Oriente también creó una demanda de empleados domésticos en el hogar.
Desde la década de 1970, los trabajadores extranjeros se han convertido en un gran porcentaje de la población en la mayoría de las naciones en la región del Golfo Pérsico. La creciente competencia con los trabajadores locales, junto con las quejas sobre el trato a los trabajadores extranjeros, ha provocado un aumento de las tensiones entre las poblaciones nacionales y extranjeras en estas naciones.
Las remesas se están convirtiendo en una fuente importante de financiamiento externo para los países que contribuyen con trabajadores extranjeros a los países del CCG. En promedio, los principales destinatarios a nivel mundial son India, Filipinas y Bangladesh. En 2001, se devolvieron $ 72,3 mil millones como remesas a los países de origen de los trabajadores extranjeros, equivalente al 1,3 % del PBI mundial. La fuente de ingresos sigue siendo beneficiosa ya que las remesas a menudo son más estables que los flujos de capital privado. A pesar de las fluctuaciones en la economía de los países del CCG, la cantidad de dólares en remesas suele ser estable.
El gasto de las remesas se ve de dos maneras. Principalmente, las remesas se envían a las familias de los trabajadores invitados. Aunque a menudo se destinan al consumo, las remesas también se dirigen a la inversión. Se considera que las inversiones conducen al fortalecimiento de la infraestructura y facilitan los viajes internacionales.
Con este aumento en las ganancias, se ha visto un beneficio de la mejora nutricional en los hogares de los trabajadores migrantes. Otros beneficios son la disminución del subempleo y el desempleo.
En estudios detallados de migrantes paquistaníes a Oriente Medio a principios de la década de 1980, el trabajador extranjero promedio tenía entre 25 y 40 años. El 70 por ciento estaba casado, mientras que solo el 4 por ciento estaba acompañado por familias. Dos tercios provenían de áreas rurales y el 83 por ciento eran trabajadores de producción. En ese momento, el 40 por ciento de los ingresos en divisas de Pakistán procedía de trabajadores migrantes.
El trabajo doméstico es la categoría más importante de empleo entre las mujeres migrantes a los Estados árabes del Golfo Pérsico, así como a Líbano y Jordania. El aumento de las mujeres árabes en la fuerza laboral, y el cambio de concepción de las responsabilidades de las mujeres, han resultado en un cambio en las responsabilidades domésticas hacia las trabajadoras domésticas contratadas. Los trabajadores domésticos realizan una gran variedad de trabajos en el hogar: limpieza, cocina, cuidado de niños y cuidado de ancianos. Los rasgos comunes del trabajo incluyen una semana laboral promedio de 100 horas y el pago de horas extra virtualmente inexistentes. La remuneración varía mucho según la nacionalidad, muchas veces según las habilidades del idioma y el nivel de educación. Esto se observa cuando las trabajadoras domésticas filipinas reciben una remuneración más alta que las de los ciudadanos de Sri Lanka y Etiopía.
Arabia Saudita es la mayor fuente de pagos de remesas en el mundo. Los pagos de remesas de Arabia Saudita, similares a otros países del CCG, aumentaron durante los años de auge del petróleo en los años 70 y principios de los 80, pero disminuyeron a mediados de esta última década. A medida que cayeron los precios del petróleo, aumentaron los déficits presupuestarios y la mayoría de los gobiernos de los países del CCG pusieron límites a la contratación de trabajadores extranjeros. Las debilidades en el sector financiero y en la administración del gobierno imponen costos de transacción sustanciales a los trabajadores migrantes que los envían. Los costos, aunque difíciles de estimar, consisten en salarios y el aumento del gasto requerido para ampliar los servicios educativos y de salud, viviendas, carreteras, comunicaciones y otra infraestructura para satisfacer las necesidades básicas de los recién llegados. La mano de obra extranjera es un drenaje sustancial de las ganancias en divisas de los estados del CCG, ya que las remesas a los países de origen de los migrantes a principios de la década de 2000 ascienden a $ 27 mil millones por año, incluidos $ 16 mil millones solo de Arabia Saudita. Se ha demostrado que el porcentaje del PBI que genera la mano de obra extranjera es aproximadamente igual al que el estado tiene que gastar en ellos.
Las principales preocupaciones de los países desarrollados con respecto a los centros de inmigración son: (1) el temor de los solicitantes de empleo locales a la competencia de los trabajadores migrantes, (2) la carga fiscal que pueden tener los contribuyentes nativos para brindar servicios sociales y de salud a los migrantes, (3) temores de erosión de la identidad cultural y problemas de asimilación de los inmigrantes, y (4) seguridad nacional.
En los países productores de inmigrantes, los individuos con menos de una educación secundaria continúan siendo una carga fiscal para la próxima generación. Sin embargo, los trabajadores calificados pagan más en impuestos de lo que reciben en gastos sociales del estado. La emigración de trabajadores altamente calificados se ha relacionado con la escasez de habilidades, la reducción de la producción y el déficit fiscal en muchos países en desarrollo. Estas cargas son aún más evidentes en países donde los trabajadores educados emigraron en grandes cantidades después de recibir una educación técnica altamente subsidiada. «Brain Drain se refiere a la emigración de profesionales capacitados y bien educados de su país de origen a otro país, [generalmente debido a] mejores oportunidades de empleo en el nuevo país».
A partir de 2007, 10 millones de trabajadores del sudeste asiático, sur de Asia o África viven y trabajan en los países de la región del Golfo Pérsico. [51] La xenofobia en las naciones receptoras a menudo es rampante, ya que el trabajo de baja categoría se asigna a menudo solo a trabajadores extranjeros. El trabajo de expatriados se trata con prejuicios en los países de acogida a pesar de los intentos del gobierno por erradicar la mala práctica y la explotación de los trabajadores. A los emigrantes se les ofrecen salarios y condiciones de vida por debajo del estándar y se les obliga a trabajar horas extras sin pago adicional. Con respecto a las lesiones y la muerte, los trabajadores o sus dependientes no reciben una compensación debida. La ciudadanía rara vez se ofrece y el trabajo muchas veces se puede adquirir por debajo del salario mínimo legal. Los trabajadores extranjeros a menudo carecen de acceso a los mercados laborales locales. A menudo, estos trabajadores están legalmente vinculados a un patrocinador/empleador hasta la finalización de su contrato de trabajo, después de lo cual un trabajador debe renovar un permiso o abandonar el país.
El racismo prevalece hacia los trabajadores migrantes. Con un número cada vez mayor de trabajadores no calificados de Asia y África, el mercado para trabajadores extranjeros se volvió cada vez más racializado, y los puestos de trabajo «sucios» o peligrosos se asociaron con los trabajadores asiáticos y africanos señalados con el término «Abed», que significa piel oscura.
Los trabajadores extranjeros emigran a Oriente Medio por contrato a través de la kafala, o sistema de «patrocinio». El trabajo migratorio es generalmente por un período de dos años. Las agencias de reclutamiento en los países de envío son los principales contribuyentes de mano de obra a los países del CCG. A través de estas agencias, los patrocinadores deben pagar una tarifa al reclutador y pagar el pasaje aéreo de ida y vuelta, las visas, los permisos y los salarios del trabajador. Los reclutadores cobran altas tarifas a los posibles empleados para obtener visas de empleo, con un promedio de entre $ 2000 y $ 2500 en países como Bangladesh y la India. Las disputas contractuales también son comunes. En Arabia Saudita, los trabajadores extranjeros deben tener contratos de trabajo escritos en árabe y firmarlos tanto por el patrocinador como por ellos mismos para que se les expida un permiso de trabajo. Con otros países del CCG, como Kuwait, los contratos pueden ser escritos u orales.
Esta dependencia hacia los patrocinadores (kafeel) naturalmente crea espacios para violaciones de los derechos de los trabajadores extranjeros. La deuda hace que los trabajadores trabajen durante un cierto período de tiempo sin un salario para cubrir estas tarifas. Esta esclavitud fomenta la práctica de la migración laboral internacional, ya que las mujeres en situación de pobreza pueden encontrar trabajo en el extranjero y pagar sus deudas a través del trabajo. Es común que el empleador o el patrocinador retengan el pasaporte del empleado y otros documentos de identidad como una forma de seguro por el monto que un empleador ha pagado por el permiso de trabajo y la tarifa aérea del trabajador. Los patrocinadores venden visas al trabajador extranjero con el entendimiento no escrito de que el extranjero puede trabajar para un empleador que no sea el patrocinador.
Cuando finaliza un período de trabajo de dos años, o con una pérdida de empleo, los trabajadores deben encontrar otro empleador dispuesto a patrocinarlos o regresar a su país de origen en poco tiempo. El no hacer esto implica el encarcelamiento por violar las leyes de inmigración. Las protecciones son casi inexistentes para los trabajadores migrantes.
La población en los actuales estados del CCG ha crecido más de ocho veces durante 50 años. Los trabajadores extranjeros se han convertido en la fuerza de trabajo principal y dominante en la mayoría de los sectores de la economía y la burocracia gubernamental. Con el aumento del desempleo, los gobiernos del CCG se embarcaron en la formulación de estrategias del mercado laboral para mejorar esta situación, crear suficientes oportunidades de empleo para los ciudadanos y limitar la dependencia de la mano de obra extranjera. Se han impuesto restricciones: el sistema de patrocinio, el sistema de rotación del trabajo de los expatriados para limitar la duración de la estadía de los extranjeros, restringir la naturalización y los derechos de quienes se han naturalizado, etc. Esto también ha conducido a esfuerzos para mejorar la educación. Sin embargo, la localización sigue siendo baja en el sector privado. Esto se debe a los ingresos tradicionalmente bajos que ofrece el sector. También se incluyen largas horas de trabajo, un entorno laboral competitivo y la necesidad de reconocer a un supervisor expatriado, a menudo difícil de aceptar.
En 2005, trabajadores asiáticos mal pagados organizaron protestas, algunas de ellas violentas, en Kuwait, Baréin y Catar por no recibir los salarios a tiempo. En marzo de 2006, cientos de trabajadores de la construcción, en su mayoría del sur de Asia, dejaron de trabajar y se desataron en Dubái, Emiratos Árabes Unidos, para protestar por las duras condiciones de trabajo, los salarios bajos o retrasados y la falta general de derechos. El acoso sexual de empleadas domésticas filipinas por parte de los empleadores locales, especialmente en Arabia Saudita, se ha convertido en un asunto serio. En los últimos años, esto ha dado lugar a una prohibición de la migración de mujeres menores de 21 años. Las naciones como Indonesia han notado el maltrato de mujeres en los estados del CCG, y el gobierno ha pedido que se ponga fin al envío de las criadas por completo. En los países del CCG, una de las principales preocupaciones de los trabajadores domésticos extranjeros es el cuidado de niños sin el énfasis deseado en los valores islámicos y árabes.
Los posibles desarrollos en el futuro incluyen una desaceleración en el crecimiento de la mano de obra extranjera. Un contribuyente a esto es un cambio dramático en las tendencias demográficas. La creciente tasa de natalidad en los estados del CCG conducirá a una fuerza laboral más competitiva en el futuro. Esto también podría llevar a un aumento en el número de mujeres locales en la fuerza laboral.

##### Emiratos Árabes Unidos
El trato a los trabajadores migrantes en los Emiratos Árabes Unidos se ha comparado con la «esclavitud moderna». Los trabajadores migrantes están excluidos de los derechos laborales colectivos de los EAU, por lo que los migrantes son vulnerables al trabajo forzoso. Los trabajadores migrantes en los Emiratos Árabes Unidos no pueden afiliarse a sindicatos. Además, los trabajadores migrantes tienen prohibido hacer huelga. Docenas de trabajadores fueron deportados en 2014 por ir a la huelga. Como los trabajadores migrantes no tienen derecho a afiliarse a un sindicato o ir a la huelga, no tienen los medios para denunciar la explotación que sufren. Los que protestan arriesgan a ir a prisión o ser deportados. La Confederación Sindical Internacional ha pedido a las Naciones Unidas que investiguen pruebas de que miles de trabajadores migrantes en los Emiratos Árabes Unidos son tratados como mano de obra esclava.
Human Rights Watch ha llamado la atención sobre el maltrato a los trabajadores migrantes que se han convertido en siervos contratados de facto y endeudados tras su llegada a los EAU. La confiscación de pasaportes, aunque ilegal, ocurre en gran escala, principalmente de empleados no calificados o semicalificados. Los trabajadores a menudo trabajan en un calor intenso con temperaturas que alcanzan los 40 a 50 grados Celsius en las ciudades en agosto. Aunque se han hecho intentos desde 2009 para imponer una regla de descanso del mediodía, estos son frecuentemente evitados. Los trabajadores que reciben un descanso al mediodía a menudo no tienen un lugar adecuado para descansar y tienden a buscar alivio en las paradas de autobús o taxi y en los jardines. Las iniciativas tomadas han tenido un gran impacto en las condiciones de los trabajadores. Según Human Rights Watch, los trabajadores migrantes en Dubai viven en condiciones «inhumanas».

### Europa

#### Unión Europea
Las recientes ampliaciones de la Unión Europea han dado la oportunidad a muchas personas a emigrar a otros países de la UE por trabajo. Tanto para las ampliaciones de 2004 y 2007, a los estados existentes se les dio el derecho de imponer diversas disposiciones transitorias para limitar el acceso a sus mercados laborales. Los trabajadores migrantes en Alemania y Austria son conocidos como Gastarbeiter.
El 1 de marzo se ha convertido en un día simbólico para la huelga de los migrantes transnacionales. Este día une a todos los inmigrantes para darles una voz común para hablar contra el racismo, la discriminación y la exclusión en todos los niveles de la vida social. Las protestas transnacionales del 1 de marzo iniciaron originalmente en los Estados Unidos en 2006 y han alentado a los inmigrantes de otros países para organizar y tomar medidas en ese día. En Austria, la huelga de los primeros migrantes transnacionales (Transnationaler Migrant innenstreik) tuvo lugar en marzo de 2011, en forma de acciones comunes como manifestaciones, pero también en forma de numerosas acciones descentralizadas.

#### Finlandia
Según las organizaciones sindicales finlandesas SAK (Organización Central de Sindicatos Finlandeses) y PAM (Unión de Servicio Finlandés), los trabajadores extranjeros han sido cada vez más abusados en los sectores de construcción y transporte en Finlandia en 2012, en algunos casos reportando salarios por hora tan bajos como dos euros. Búlgaros, kosovares y estonios fueron las víctimas más propensas en el sector de construcción.

#### Reino Unido
En el Reino Unido, a los trabajadores migrantes se les niega el tratamiento del Servicio Nacional de Salud a menos que puedan pagarlos. Las enfermedades no tratadas pueden empeorar y los trabajadores migrantes pueden morir de enfermedades tratables que permanecen sin tratamiento.

#### Rusia
El sistema de pasaporte en la Unión Soviética restringía severamente a los trabajadores migrantes, pero la disolución de la Unión Soviética permitió mucha más libertad, tanto desde el «exterior cercano» como dentro de Rusia.

#### Suecia
Desde diciembre de 2008, Suecia tiene más reglas liberales para la inmigración laboral de «terceros países», países fuera de la Unión Europea (UE) y del Espacio Económico Europeo (EEE), que cualquier otro país en la OCDE. La introducción de la inmigración laboral impulsada por los empleadores, motivada por la necesidad de abordar la escasez de mano de obra, resultó en una gran afluencia de migrantes también en ocupaciones poco calificadas en los sectores con excedentes de mano de obra, por ejemplo los sectores de restaurantes y de limpieza.

#### Suiza
La transformación de Suiza en un país de inmigración no fue hasta después de la industrialización acelerada en la segunda mitad del siglo XIX. Suiza ya no era un área alpina puramente rural, sino que se convirtió en una vanguardia europea en varias industrias en ese momento, primero en la industria textil, y luego también en la industria mecánica y química. Desde mediados del siglo XIX, especialmente académicos alemanes, trabajadores, artesanos e italianos, que encontraron trabajo en ciencia, industria, construcción y construcción de infraestructura migraron a Suiza.

## Las mujeres y los trabajadores migrantes
Las condiciones económicas en los países en desarrollo han creado la necesidad de una nueva ola de los trabajadores migrantes, predominantemente de mujeres jóvenes. La tasa de rotación de muchos de estos puestos de trabajo de migrantes es muy alta debido a  condiciones duras de trabajo. Esto ocurre tanto en el ámbito nacional y transnacional. Solo en Europa hay 3 millones de trabajadores migrantes. En las décadas de 1970 y 1980 se ha observado un aumento de los trabajadores migrantes en Francia y Bélgica. Las mujeres migrantes trabajan en ocupaciones domésticas que se consideran parte del sector informal y carecen de un grado de regulación y protección gubernamental. Los salarios mínimos y los requisitos de horas de trabajo se ignoran, y los destajos también se aplican a veces. Los trabajadores migrantes permiten a las grandes empresas a mantenerse al día con los cambios en el mercado y las modas pero aún mantener la producción económica baja en el país. Los salarios de las mujeres se mantienen más bajos que los hombres, ya que no son considerados como la principal fuente de ingresos en la familia.

### Por qué las mujeres participan en la mano de obra migrante

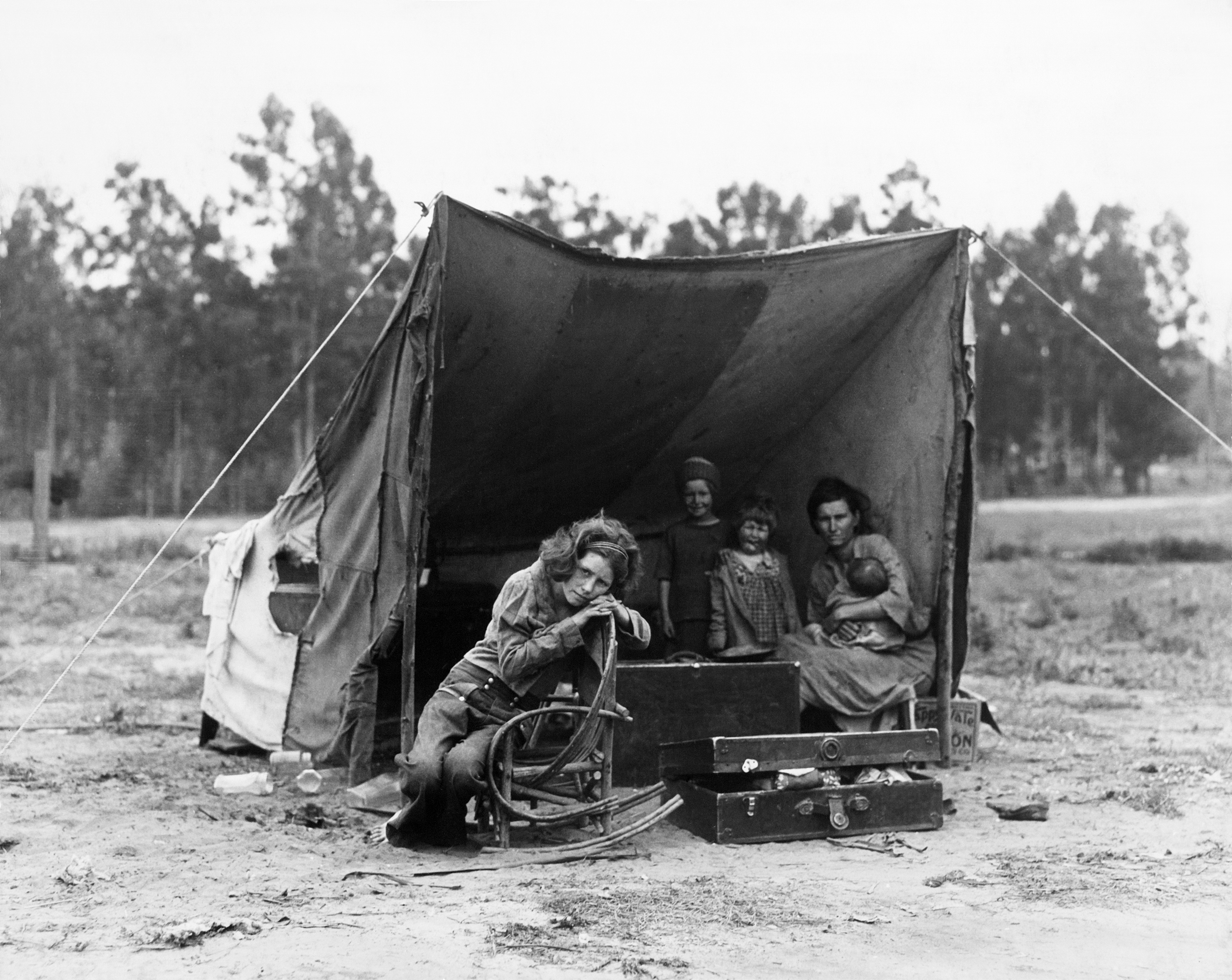
Familia de un agricultor migrante, California, Estados Unidos, 1936

Las mujeres se han involucrado en el trabajo migrante por varias razones. Las razones más comunes son de carácter económico (el salario del marido ya no es suficiente para mantener a la familia). Otras razones incluyen  presión familiar. Sobre una hija, por ejemplo, que es vista como una fuente confiable de ingresos para la familia sólo a través de las remesas. Las niñas y las mujeres son señaladas en las familias para ser trabajadoras migrantes ya que no tienen una función alternativa viable que cumplir en la aldea local, y si van a trabajar en los centros urbanos como empleadas domésticas al menos pueden enviar dinero a casa.  Muchas de estas mujeres provienen de países en desarrollo y son poco habilidosas. Además, las mujeres viudas, divorciadas o solteras y tienen  oportunidades económicas limitadasen sus países de origen pueden verse obligadas a dejar de lado la necesidad económica. Por último, la migración también puede sustituir el divorcio en las sociedades que no permiten o no toleran el divorcio.

### Efecto de la mano de obra migrante en los roles de género
En términos de mano de obra migrante, muchas mujeres pasar de un país más opresivo a un ambiente menos opresivo donde realmente tienen acceso a un trabajo asalariado. Por lo tanto, salir de la casa y obtener mayor independencia económica y libertad desafía los roles de género tradicionales. Esto se puede ver que fortalece la posición de la mujer en la familia mejorando su relativa posición de negociación. Tienen más influencia en el control de la casa porque tienen control sobre un grado de bienes económicos. Sin embargo, esto puede conducir a la hostilidad entre las esposas y esposos que se sienten inadecuados o avergonzados por su incapacidad para cumplir con su papel tradicional de sostén de la familia. La hostilidad y el resentimiento del marido también pueden ser una fuente de violencia doméstica. También se han hecho estudios que apuntan a cambios en las estructuras familiares como resultado de la mano de obra migrante. Estos cambios incluyen un aumento de las tasas de divorcio y la disminución en la estabilidad familiar. Además, el trabajo migrante femenino se ha indicado como una fuente de relaciones más igualitarias dentro de la familia, la disminución de los patrones de familia extendida y más familias nucleares. También existe un riesgo de infidelidad en el extranjero, la cual también erosiona la estructura de la familia.

### Mano de obra y los niños migrantes

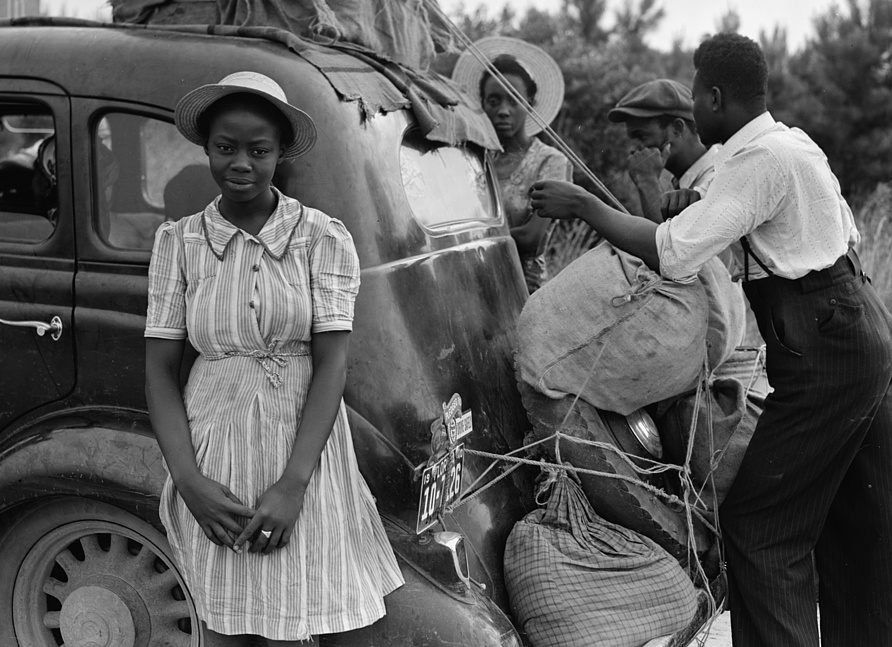
Grupo de migrantes de Florida, Estados Unidos, cerca de Shawboro, (Carolina del Norte), Estados Unidos, de vuelta a Cranbury, (Nueva Jersey, Estados Unidos), para recoger patatas, Julio de 1940.

La mano de obra migrante de las mujeres también plantean preocupaciones especiales sobre los niños. Las trabajadoras migrantes realizan el trabajo de cuidados en el extranjero mientras salen de casa. Estos niños aprenden a considerar a sus familiares en el país como a sus propios padres. Frecuentemente, los hijos de los trabajadores migrantes también se convierten trabajadores migrantes. Existe la preocupación de que esto puede tener efectos psicológicos negativos en los niños que se quedan. Aunque esto no se ha demostrado ser del todo cierto o falso, se han hecho estudios que demuestran que muchos niños de los trabajadores migrantes se gestionan razonablemente bien. Una teoría de por qué sucede esto establece que las remesas compensan en cierta medida la falta de cuidado al proporcionarles más recursos para la alimentación y la ropa. Además, algunas madres migrantes tienen mucho cuidado al tratar de mantener las relaciones familiares en el extranjero.
Los investigadores identificaron tres grupos de mujeres para representar las dimensiones de los roles de género en Singapur. El primer grupo está formado por esposas expatriadas que a menudo son reducidas a la condición de cónyuge dependiente por las leyes de inmigración. El segundo grupo son las amas de casa que dejaron el trabajo para cuidar a los niños en el hogar. Aunque son de la clase media de Singapur, están estancadas en casi el mismo nivel y comparten el estado con el tercer grupo, las empleadas domésticas extranjeros. Debido a la reestructuración económica mundial, la movilidad de las labores femeninas está aumentando. Sin embargo, se controlan mediante una aplicación estricta y son estadísticamente invisibles en los datos de migración. Las trabajadoras domésticas extranjeras siempre son estereotipadas en cuanto género como empleadas domésticas y generalizadas como trabajadoras de bajos salarios en la sociedad.

### Trabajadoras migrantes: el sector informal
La propagación del neoliberalismo global ha contribuido a las personas desplazadas físicamente, lo que se traduce en trabajadores desplazados en todo el mundo. Debido al empuje y la atracción económica nacional y transnacional de la migración, un número creciente de trabajadoras migrantes se encuentran empleadas en el secto  informal. Para ser claros, estas mujeres tendían a no ser empleadas previamente en el sector formal. Con frecuencia, se busca mano de obra barata y flexible en áreas más desarrolladas. Además, estas trabajadoras migratorias a menudo son consideradas un activo para los empleadores que piensan que estas personas son dóciles, conformes y desechables.
El trabajo en la economía informal se define como estar fuera de la regulación legal del estado. Este sector incluye tipos de empleo no tradicionales: cuidado íntimo, venta ambulante, jardinería comunitaria, venta de alimentos, costura y sastrería, servicio de lavandería, venta de agua, limpieza de automóviles, limpieza del hogar y diversos tipos de producción artesanal. Estos puestos son con frecuencia precarios y carecen de los contratos sociales que se encuentran a menudo entre el empleado y el empleador en el sector formal. Esta economía no oficial se encuentra a menudo en lugares que están entre el hogar y el trabajo y combinan espacios personales y privados. Debido a que las trabajadoras migrantes a menudo ocupan los puestos económicos más bajos, esto las deja especialmente vulnerables a la explotación y las condiciones de trabajo peligrosas.
Con frecuencia, las mujeres se encuentran en la base de la jerarquía económica debido a diversos factores, principalmente la falta de oportunidades para mantenerse a sí mismas y sus familias y, además, la falta de una educación adecuada. A pesar de la Iniciativa de Educación de las Niñas de las Naciones Unidas, sigue habiendo altas tasas de analfabetismo entre las mujeres. Comúnmente, el sector informal es el único lugar donde los trabajadores desplazados geográficamente pueden insertarse en la economía. Por lo tanto, las trabajadoras migrantes realizan un alto porcentaje del trabajo encontrado en este sector.
Debido en parte a los complejos problemas de migración que incluyen la reestructuración de las relaciones familiares y de género, las trabajadoras migrantes a menudo cuidan a niños sin una red familiar local. El sector informal permite que el espacio público y privado se fusione y se adapte a sus responsabilidades de cuidado. Los nuevos inmigrantes a menudo se preocupan por dejar a los niños desatendidos y el sector informal los ocupa en actividades económicas.
Es importante señalar que, a través de estudios de casos, se ha determinado que hombres y mujeres emigran por razones similares. Principalmente, dejan lugares en busca de mejores oportunidades, la mayoría de las veces financieras. Además del impulso financiero, las mujeres también emigran para escapar de entornos opresivos y/o esposos abusivas.

### Hijos de trabajadoras migrantes
El trabajo migratorio de las mujeres también plantea preocupaciones especiales sobre los niños. Las trabajadoras migrantes pueden no tener suficientes posibilidades de cuidar a sus propios hijos mientras están en el extranjero. Con frecuencia, los hijos de trabajadores migrantes se convierten ellos mismos en trabajadores migrantes. Existe la preocupación de que esto pueda tener efectos psicológicos negativos en los niños. Aunque no se ha demostrado que esto sea totalmente cierto o falso, se han realizado estudios que demuestran que muchos hijos de trabajadores migratorios se manejan razonablemente bien. Una teoría afirma que las remesas hasta cierto punto compensan la falta de atención al proporcionar más recursos para alimentos y ropa. Además, algunas madres migrantes tienen mucho cuidado al intentar mantener relaciones familiares mientras están en el extranjero.

## Educación de los trabajadores migrantes

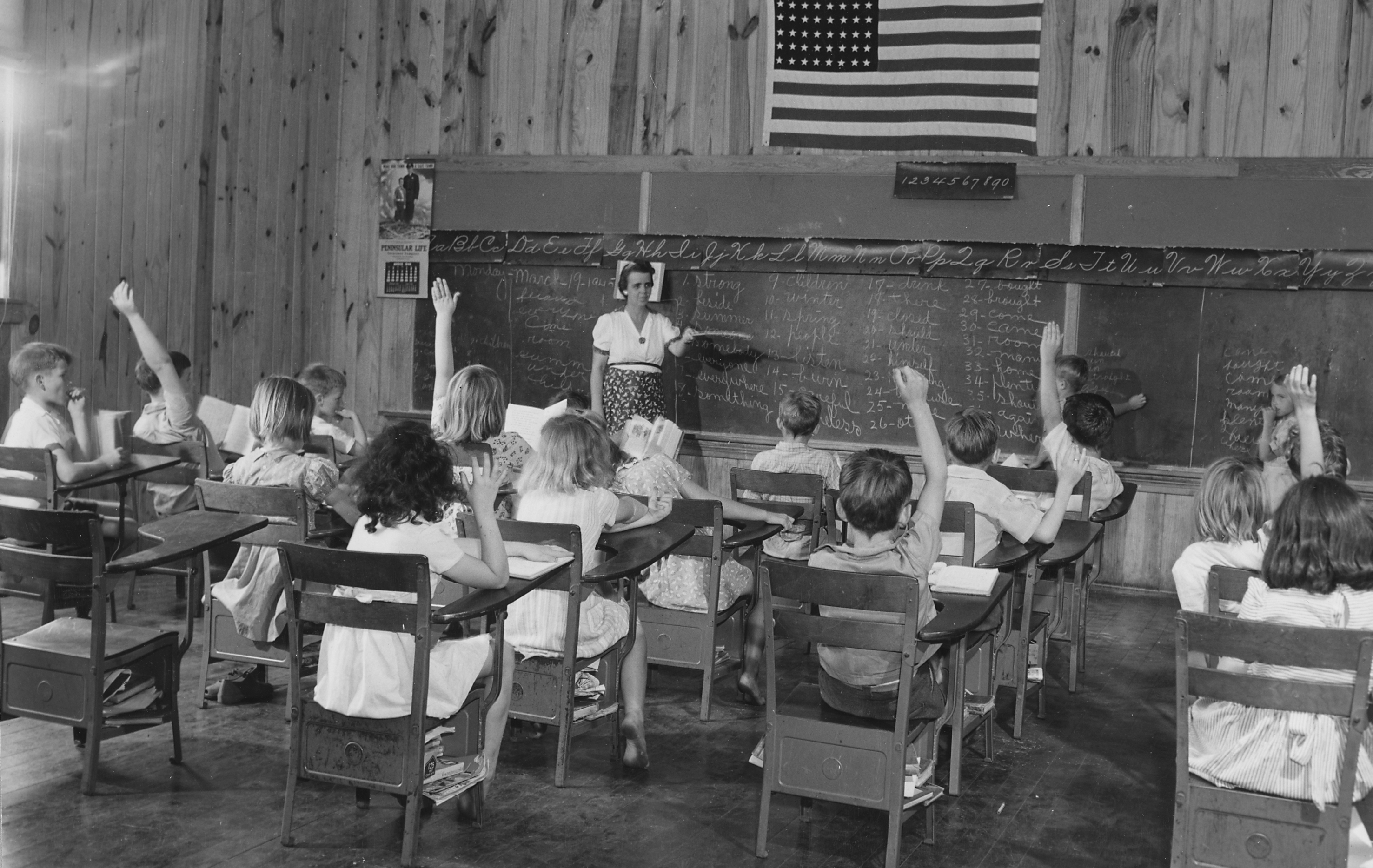
Una escuela para los hijos de trabajadores agrícolas migrantes blancos en los Estados Unidos, alrededor del año 1945.

Los hijos de trabajadores migrantes luchan por lograr el mismo nivel de éxito educativo que sus compañeros. La reubicación, ya sea un hecho singular o regular, provoca la discontinuidad en la educación, lo que hace que los estudiantes migrantes progresen lentamente en la escuela y abandonen a altas tasas. Además, la reubicación tiene consecuencias sociales negativas para los estudiantes: aislamiento de sus compañeros debido a las diferencias culturales y las barreras del idioma. Los niños migrantes también están en desventaja porque la mayoría vive en la pobreza extrema y debe trabajar con sus padres para apoyar a sus familias. Estas barreras para la igualdad de logros educativos para los hijos de trabajadores migrantes están presentes en países de todo el mundo. Aunque la desigualdad en la educación sigue siendo pronunciada, las políticas gubernamentales, las organizaciones no gubernamentales, las organizaciones sin fines de lucro y los movimientos sociales están trabajando para revertir sus efectos.

## La migración nacional contra la transnacional
Al igual que la migración transnacional, la migración nacional juega un papel importante en la reducción de la pobreza y en el desarrollo económico. Para algunos países, los migrantes internos superan a los que emigran internacionalmente. Por ejemplo, se estima que 120 millones de personas migran internamente en China, comparados con las 458 000 personas que emigran a nivel internacional para el trabajo. Las situaciones de trabajo excedente en zonas rurales debido a la escasez de tierra cultivable es un «factor de empuje» común en el movimiento de las personas a las industrias de base urbana y trabajos de servicio. Factores ambientales como la sequía, inundaciones y la erosión de ribera también contribuyen a la migración interna.
Hay cuatro patrones espaciales de la migración interna:
- La migración rural-rural: En muchos países pobres como Senegal, la migración rural-rural se produce cuando los trabajadores de las regiones más pobres viajan a zonas agrícolas ricas y de riego que tienen más trabajo.

- La migración rural-urbana: Se observa en las economías en proceso de urbanización de Asia. Es la migración de los trabajadores agrícolas pobres que se trasladan a ciudades grandes y centros industriales.

- La migración urbana-rural: Es la migración que se produce cuando las personas se retiran a sus aldeas. A menudo, los migrantes que regresan recuperan habilidades que benefician a sus lugares de origen enormemente.

- La migración urbana-urbana: Como la forma predominante de la migración interna, este movimiento se lleva a cabo desde el centro de las ciudades a las zonas exteriores de la ciudad.

La migración circular, el movimiento temporal y repetitivo de un trabajador migrante entre el hogar y las zonas de acogida, puede ocurrir tanto a nivel interno como transnacional.